# Jacob Wulfsberg
Jacob Wulfsberg, född den 14 januari 1751 i Tønsberg, död den 16 augusti 1826 på Lille Stenset i Eiker, var en norsk filantrop och juridisk ämbetsman. Han var far till Niels Wulfsberg.
Wulfsberg var i sin ungdom köpman, tog 1777 juridisk examen och var därefter 1790–1798 byfogde i sin födelsestad, 1798–1803 byfogde på Strømsø och 1803–1809 byfogde och polismästare i Kristiania. Han förestod senare Eiker sorenskriveri till ett år före sin död, trots att han under en längre period var blind. 
Wulfsberg tog 1793 del i diskussionen om upprättandet av ett norskt universitet, som han ville få förlagt till Tønsberg. Han visade vid sekelskiftet mycken aktivitet i upprättandet och vidmakthållandet av Tønsbergs seminarium och arbetade i Kristiania ivrigt för att få en förbättring av pressförhållandena till stånd.
Wulfsberg ansågs ha ett skarpt huvud med särskilda anlag för det detektiva polisarbetet och blev flitigt anlitad i kombinerade inkvisitionskommissioner. Hans författarskap utanför pressen inskränkte sig till ett par politiska inlägg om odelsrätten (1788) och konstitutionsförslagen på Stortinget 1824.